# 绒白乳菇
绒白乳菇（学名：Lactifluus vellereus）是一种大型水乳菇属真菌。 它是在山毛榉树林中生长的两种最常见的乳菇之一(另一种是尖顶乳菇) 。 

## 分类
绒白乳菇是少数生长在北温带的乳菇之一。它归属于水乳菇属，该属已据系统发生学研究从乳菇属中分离出来。其近缘种为伯蒂尼乳菇，两者在该属中属于相对孤立的演化支 。

## 描述
如同红菇科的其他蘑菇，绒白乳菇具有易碎而非纤维质的菌肉，破损时渗出淡而无味的乳白色乳液 。 成熟子实体具漏斗形菌盖，白色至奶油色，直径可达30cm。菌柄短胖，厚实而光滑。菌褶稠密，延生，奶油色，渗出液干燥后可将局部菌褶染成褐色。 孢子印白色。
伯蒂尼乳菇与之密切相关且非常相似，但其渗出液味道更为辛辣。另一个与之相似但在系统发生学上关系较远的物种是粉褶乳菇（Lactarius controversus） ，其与本种的主要区别为：菌盖为白色，菌盖上方缺乏玫瑰色印迹。

## 生长分布

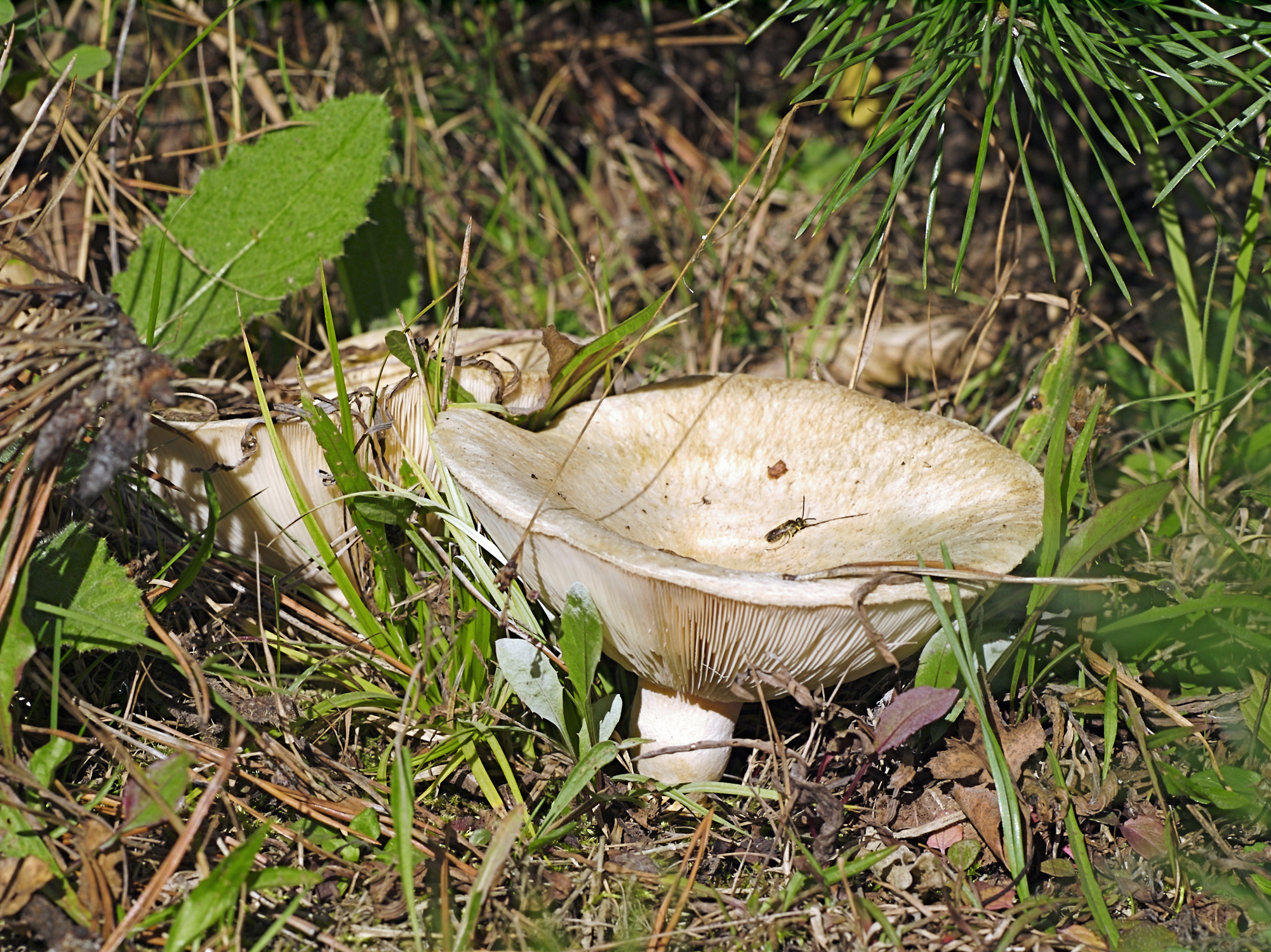
生长在田野中的绒白乳菇。

该菌分布于英国和欧洲 ，夏末到初冬可于落叶林中发生。

## 可食性
该菌的渗出液味道柔和，但菌肉却十分辛辣。 人们认为这种胡椒味的蘑菇不可食用。 